# 곡선 비틀림

공간 곡선(적색 곡선)의 비틀림(청색 그래프)과 곡률(녹색 그래프) 및 단위 접벡터 (황색 화살표) · 단위 법벡터 (녹색 화살표) · 단위 접벡터와 단위 법벡터의 외적 (청색 화살표)

미분기하학에서 곡선 비틀림(영어: torsion)은 3차원 공간 속의 곡선에 대하여 대응되는 스칼라 값 함수이며, 공간 곡선이 곡률로서 정의되는 평면으로부터 얼마나 빨리 “비틀려” 이탈하는지를 측정하는 값이다.

## 정의
유클리드 공간 {\displaystyle \mathbb {R} ^{3}}의 곡선
{\displaystyle \mathbf {r} \colon \mathbb {R} \to \mathbb {R} ^{3}}
{\displaystyle \mathbf {r} \colon t\mapsto \mathbf {r} (t)}
{\displaystyle \mathbf {r} =\mathbf {r} _{0}+\int _{0}^{t}\mathbf {v} (t)\,\mathrm {d} t}
의 비틀림
{\displaystyle \tau \colon \mathbb {R} \to \mathbb {R} }
{\displaystyle \tau \colon t\mapsto \tau (t)}
은 다음과 같다.
{\displaystyle \tau ={\frac {\det \left(\mathbf {v} ,{\dot {\mathbf {v} }},{\ddot {\mathbf {v} }}\right)}{\left\|\mathbf {v} \times {\dot {\mathbf {v} }}\right\|^{2}}}={\frac {(\mathbf {v} \times {\dot {\mathbf {v} }})\cdot {\ddot {\mathbf {v} }}}{\left\|\mathbf {v} \times {\dot {\mathbf {v} }}\right\|^{2}}}}
여기서 윗점은 시간에 대한 미분 {\displaystyle \mathrm {d} /\mathrm {d} t}이다.
보다 구체적으로,
{\displaystyle \mathbf {r} (t)=(x(t),y(t),z(t))}
일 경우, 그 비틀림은 다음과 같다.
{\displaystyle \tau ={\frac {z'''(x'y''-y'x'')+z''(x'''y'-x'y''')+z'(x''y'''-x'''y'')}{(x'^{2}+y'^{2}+z'^{2})(x''^{2}+y''^{2}+z''^{2})}}.}
{\displaystyle 1/\tau }는 비틀림 반지름(영어: radius of torsion)이라고 한다.

## 성질
곡선의 비틀림이 모든 점에서 0일 필요 충분 조건은 그 곡선을 포함하는 평면이 존재하는 것이다.

## 예
우향 나선의 비틀림은 양수이며, 좌향 나선의 비틀림은 음수이다.

## 참고 문헌
- Pressley, Andrew (2001), 《Elementary Differential Geometry》, Springer Undergraduate Mathematics Series, Springer-Verlag, ISBN 1-85233-152-6